# Respendial
Respendial ou Respindal foi rei de um grupo de alanos na Europa Ocidental no início do século V d.C.
Foi rei de um dos dois grupos de alanos que cruzaram o Reno e penetraram o Império Romano em 407 d.C. O outro grupo foi liderado por Goar, que se aliou aos romanos. Respendial, por sua vez, se aliou aos vândalos, que ele havia ajudado numa batalha contra os francos depois da morte do rei vândalo, Godigisel. Juntamente com os vândalos silingos e asdingos, com um grupo de suevos, os alanos de Respendial cruzaram para a Gália e se estabeleceram na Hispânia em 409.
O destino de Respendial é desconhecido; em 426, ele havia sido sucedido por Átax, que foi morto quando os visigodos invadiram a Hispânia. Este grupo de alanos, então, se uniu com os vândalos asdingos, com quem eles cruzavam para a África e onde estabeleceram um reino independente.